# Brekke
Brekke es un pueblo y un antiguo municipio de Noruega, en el condado de Sogn og Fjordane. Se encuentra en la parte noreste del actual municipio de Gulen, en el distrito tradicional de Sogn. Su centro administrativo era el pueblo de Brekke, ubicado en la orilla meridional del Sognefjord. El pueblo de Brekke tiene una población de 299 personas (en 2001).